# Jean-Baptiste Schlachter
Jean Baptiste Schlachter, né le 4 mai 1741 à Berrwiller (Haut-Rhin), mort le 30 novembre 1819 à Neuf-Brisach (Haut-Rhin), est un général français de la Révolution et de l’Empire.

## États de service
Il entre en service le 4 octobre 1757, comme soldat au régiment de La Marck, et il participe à la campagne de Corse en 1768 et 1769. Il passe ensuite au régiment de Bouillon le 31 août 1780, avec le grade de sergent-major, devenue le 98e régiment d’infanterie de ligne le 1er janvier 1791.
Le 5 octobre 1791, il devient adjudant-major au 3e bataillon de volontaires du Haut-Rhin, et il est fait chevalier de Saint-Louis le 16 octobre 1791. Il reçoit son brevet de capitaine le 27 mai 1792. Il sert de 1792 à 1794, à l’armée des Ardennes.
Il est promu général de brigade le 20 septembre 1793, et en mars 1794, il commande la place d’Avesnes, puis le 19 juin 1794, il est affecté à la division du général Kléber. Le 3 août 1794, il prend le commandement de Louvain, et le 2 juillet 1795, il est mis à la tête de la 1re brigade de la 7e puis de la 6e division du général Poncet à l’armée de Sambre-et-Meuse. Le 21 mars 1796, il commande Saarlouis, et le 21 février 1801, il est admis à la retraite.
De 1801 à 1804, il est maire de Neuf-Brisach. En 1814, il commande la garde nationale de Neuf-Brisach, lors du siège de la ville. Il meurt le 30 novembre 1819, dans celle ville.

## Sources
- (en) « Generals Who Served in the French Army during the Period 1789 - 1814: Eberle to Exelmans »
- (pl) « Napoléon.org.pl »
- Adolphe le Reboullet, Eugène Seinguerlet et Charles Mehl, Revue alsacienne, volume 9, Nancy Berger Levrault, 1886, p. 173.
- Georges Six, Dictionnaire biographique des généraux & amiraux français de la Révolution et de l'Empire (1792-1814), Paris : Librairie G. Saffroy, 1934, 2 vol., p. 435